# PLANET SEVEN
《PLANET SEVEN》（七大行星）是日本演唱團體第三代J Soul Brothers的第五張原創專輯。2015年1月28日發行，唱片公司為rhythm zone。

## 概要
- 與上一張原創專輯《THE BEST / BLUE IMPACT》相距約1年。
- 收錄第12張單曲《S.A.K.U.R.A.》至第15張單曲《O.R.I.O.N.》共4首A面曲和4首B面曲。
- 新曲《Eeny, meeny, miny, moe!》為此專輯的主打曲目。
- 本作分「初回限定盤（CD+2Blu-ray）」、「初回限定盤（CD+2DVD）」、「初回限定盤（CD+Blu-ray）」、「初回限定盤（CD+DVD）」、「CD盤（CD）」5種版本。
- DVD與Blu-ray收錄了《S.A.K.U.R.A.》、《R.Y.U.S.E.I.》、《C.O.S.M.O.S. ～秋櫻～》、《O.R.I.O.N.》、《Eeny, meeny, miny, moe!》5首歌曲的Music Video和製作花絮（Document），並收錄第三代J Soul Brothers演唱會「第三代 J Soul Brothers LIVE TOUR 2014 "BLUE IMPACT"」部份歌曲的影像、a-nation演出的影像及「EXILE TRIBE PERFECT YEAR 2014 SPECIAL STAGE “THE SURVIVAL” IN SAITAMA SUPER ARENA 10DAYS」演出的影像。
- 在2月9日、16日於公信榜專輯週排行榜取得第1位，繼《MIRACLE》、《THE BEST / BLUE IMPACT》後，連續三張專輯於排行榜取得第1位。
- 此專輯亦是第三代J Soul Brothers出道以來首週銷量最高的專輯（50.8萬張）。

## 收錄內容

### CD
1. Eeny, meeny, miny, moe!
（作詞：TAKANORI(LL BROTHERS), ALLY / 作曲：T-SK, JONAS Zekkari, BIG-F）
5th專輯《PLANET SEVEN》主打曲目
2. R.Y.U.S.E.I.
（作詞：STY　作曲：STY、Maozon）
13th單曲、TCK（東京城市賽馬）2014年的活動歌曲
3. S.A.K.U.R.A.
（作詞・作曲：STY / Rap詞：SWAY）
12th單曲、朝日電視台節目《お願い!ランキング》2014年3月度片尾曲
4. Glory
（作詞：Amon Hayashi、SHOKICHI / 作曲：HIKARI、SIRIUS、BIG-F）
14th單曲、Acecook「スーパーカップ」電視廣告歌曲
《C.O.S.M.O.S. ～秋櫻～》B面曲
5. C.O.S.M.O.S. ～秋櫻～（C.O.S.M.O.S. 〜秋桜〜）
（作詞：小竹正人 / 作曲：Hiroki Sagawa、Ryosuke Saito / 編曲：中野雄太）
14th單曲、Samantha Tiara & Samantha Thavasa「Samantha Tiara Jewelry」電視廣告歌曲、豪斯登堡「光之王國」電視廣告歌曲
6. Link
（作詞：登坂廣臣 / 作曲：FAST LANE、Erik Lidbom）
登坂廣臣Solo
7. Wedding Bell 〜美好的人生〜（Wedding Bell 〜素晴らしきかな人生〜）
（作詞：小竹正人 / 作曲・編曲：h-wonder / ストリングスアレンジ：真部裕）
13th單曲、知名婚禮雜誌ZEXY的宣傳歌曲
《R.Y.U.S.E.I.》B面曲
8. Summer Dreams Come True
（作詞：小竹正人 / 作曲：FAST LANE、Erik Lidbom）
13th單曲、Samantha Tiara & Samantha Thavasa 「Samantha Tiara Jewelry」電視廣告歌曲。
《R.Y.U.S.E.I.》B面曲
9. ALL LOVE
（作詞：今市隆二 / 作曲：Daisuke Kahara / ストリングスアレンジ：前嶋康明）
今市隆二Solo
10. 乘風前行（風の中、歩き出す）
（作詞：樫田正剛 / 作曲・編曲：h-wonder / ストリングスアレンジ：CHICA）
12th單曲、《S.A.K.U.R.A.》B面曲
11. O.R.I.O.N.
（作詞：STY / 作曲：STY・Maozon）
15th單曲、Samantha Tiara & Samantha Thavasa 「Samantha Tiara Jewelry」電視廣告歌曲、豪斯登堡「光之王國」電視廣告歌曲、Apamanshop網絡「FCバルセロナキャンペーン」電視廣告歌曲
12. O.R.I.O.N. -Maozon @ASYtokyo remix-

追加收錄

### Blu-ray、DVD
Disc 1
1. S.A.K.U.R.A. [Music Video]
2. R.Y.U.S.E.I. [Music Video]
3. C.O.S.M.O.S. ～秋櫻～ [Music Video]
4. O.R.I.O.N. [Music Video]
5. Eeny, meeny, miny, moe! [Music Video]
6. S.A.K.U.R.A. [Document]
7. R.Y.U.S.E.I. [Document]
8. C.O.S.M.O.S. ～秋櫻～ [Document]
9. O.R.I.O.N. [Document]
10. Eeny, meeny, miny, moe! [Document]

Disc 2
1. 第三代J Soul Brothers LIVE TOUR 2014 “BLUE IMPACT” FINAL @ SAITAMA SUPER ARENA
  1. S.A.K.U.R.A.
  2. BURNING UP / 第三代J Soul Brothers VS GENERATIONS
  3. Japanese Soul Brothers / 第二代J Soul Brothers + 第三代J Soul Brothers
  4. 24karats TRIBE OF GOLD / THE SECOND from EXILE + 第三代J Soul Brothers + GENERATIONS
  5. PRIDE
2. 2014 a-nation stadium fes. 0829 SECRET GUEST
  1. R.Y.U.S.E.I.
  2. BURNING UP / 第三代J Soul Brothers VS GENERATIONS
  3. FIGHTERS / with EXILE SHOKICHI & SWAY（DOBERMAN INFINITY）
  4. 24karats TRIBE OF GOLD / with EXILE TAKAHIRO、EXILE NESMITH、EXILE SHOKICHI、GENERATIONS & DOBERMAN INFINITY
3. EXILE TRIBE PERFECT YEAR 2014 SPECIAL STAGE “THE SURVIVAL” IN SAITAMA SUPER ARENA 10DAYS PLANET SEVEN Selection
  1. SO RIGHT
  2. Waking Me Up
  3. SOUTHSIDE
  4. Wedding Bell 〜美好的人生〜